# Sincerità (singolo Arisa)
Sincerità è un singolo della cantante italiana Arisa, pubblicato il 18 febbraio 2009 come primo estratto dall'album omonimo.
Scritto da Giuseppe Anastasi, Maurizio Filardo e Giuseppe Mangiaracina, il brano ha vinto l'edizione 2008 di Sanremolab, venendo di fatto selezionato per partecipare al Festival di Sanremo 2009 nella categoria Nuova Proposte, trionfando nella serata conclusiva. Nella puntata del podcast The BSMT del 13 giugno 2024, con ospite Paolo Bonolis, è stato rivelato un retroscena secondo cui il brano, inizialmente scartato dalla commissione di Sanremo, è riuscito a partecipare al festival grazie all'intervento dello stesso Bonolis.
Ha ottenuto un buon successo a livello nazionale, stabilendosi al primo posto della Top Singoli per sei settimane consecutive, risultando il secondo brano più venduto in Italia nel 2009, dietro solamente a Domani 21/04.2009; il successo è stato tale anche grazie alla frequente trasmissione in radio, dominando la classifica airplay. Il brano conta più di 400.000 copie vendute.

## Descrizione
Il tema centrale di Sincerità è l'esigenza nella vita di coppia di essere sempre onesti, per poter mantenere stabilmente in vita il rapporto. Arisa ha inoltre commentato il brano dichiarando che «è il mio modo di vivere la vita, l'amore, la famiglia, i sogni [...] la mia filosofia». La canzone viene selezionata per partecipare alla 59ª edizione del festival della canzone italiana nella sezione "nuove proposte".
Il brano ha debuttato sul palco del teatro Ariston durante la prima serata del festival, il 17 febbraio 2009. Due giorni dopo, Arisa si è esibita per la seconda volta accompagnata al pianoforte da Lelio Luttazzi.
La sera successiva, il 20 febbraio, Arisa viene proclamata vincitrice della sezione Giovani, ed il giorno seguente le viene anche consegnato il premio della critica "Mia Martini" sezione Proposte ed il premio della Sala Stampa Radio-TV Sezione Proposte.

## Il video
Il video musicale prodotto per Sincerità è stato diretto da Stefano Bertelli e vede Arisa nei panni di una casalinga alle prese con le faccende domestiche, alternando le sequenze principali ad alcune fantasie della cantante relative al proprio compagno.

## Parodie
A pochi giorni dalla vittoria a Sanremo, il brano di Arisa è stata oggetto di numerose cover parodistiche, pubblicate da amatori su Internet o trasmesse a cadenza quasi giornaliera dalla trasmissione radiofonica Chiamate Roma Triuno Triuno su Radio Deejay. Ne è stata anche una pubblicata una rivisitazione dei Gem Boy (Fatalità), ed è stata parodiata in televisione dalla Banda Osiris (Senilità) nel programma Parla con me e da Marco Travaglio durante la trasmissione AnnoZero (Silvio pascià).

## Tracce
1. Sincerità – 3:19

## Classifiche
| Classifica (2009) | Posizione massima |
| ----------------- | ----------------- |
| Europa            | 22                |
| Italia            | 1                 |
| Svizzera          | 61                |

### Classifiche di fine anno
| Classifica (2009) | Posizione |
| ----------------- | --------- |
| Italia            | 2         |